# Montecatini Val di Cecina
Montecatini Val di Cecina település Olaszországban, Toszkána régióban, Pisa megyében. Lakosainak száma 1681 fő (2023. január 1.). Montecatini Val di Cecina Bibbona, Guardistallo, Lajatico, Montescudaio, Monteverdi Marittimo, Pomarance, Riparbella és Volterra községekkel határos.

## Népesség
A település lakossága az elmúlt években az alábbi módon változott:
| Lakosok száma | 1717 | 1676 | 1681 |
|               | 2017 | 2018 | 2023 |